# Primula modesta
Primula modesta är en viveväxtart som beskrevs av James Bisset och Moore. Primula modesta ingår i släktet vivor, och familjen viveväxter.

## Underarter
Arten delas in i följande underarter:
- P. m. fauriei
- P. m. hannasanensis
- P. m. matsumurae
- P. m. samanimontana

## Bildgalleri

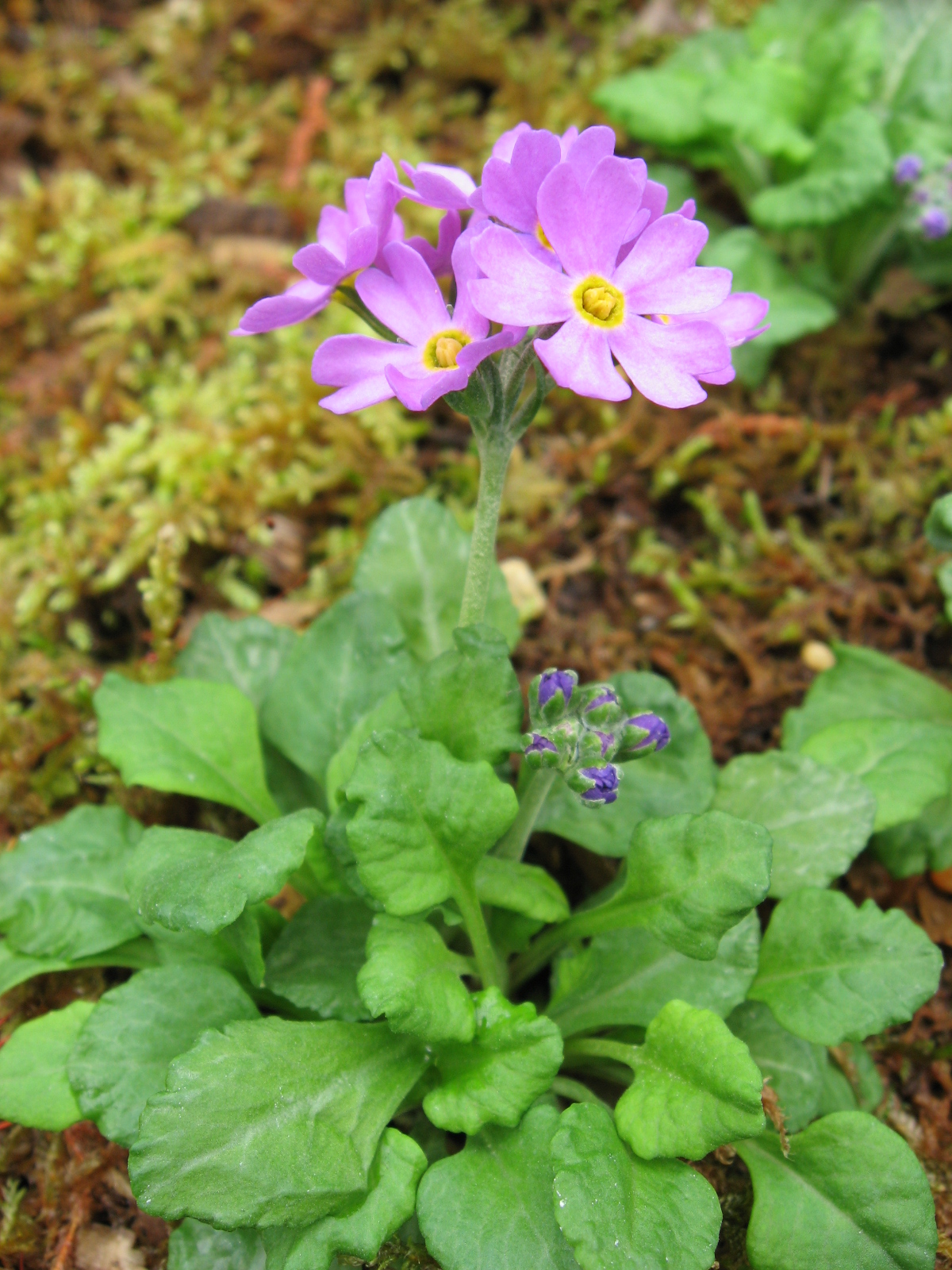